# Little Tancook Island
Little Tancook Island är en ö i Kanada.   Den ligger i provinsen Nova Scotia, i den sydöstra delen av landet, 900 km öster om huvudstaden Ottawa. Arean är 0,77 kvadratkilometer.
Terrängen på Little Tancook Island är mycket platt. Den sträcker sig 0,8 kilometer i nord-sydlig riktning, och 1,3 kilometer i öst-västlig riktning.